# Isola di Nelson (Alaska)
Nelson (in lingua Yupik Qaluyaaq) è un'isola degli Stati Uniti d'America, nel mare di Bering; è situata sulla costa dell'Alaska ed è separata dalla terraferma dai fiumi Ningaluk e Kolavinarak. Ad ovest, lo stretto di Etolin la separa dall'isola di Nunivak. Ha 68 km di lunghezza e 32–56 km di larghezza, la sua superficie è di 2.183 km²; è al 15º posto fra le isole più grandi degli USA.
Amministrativamente appartiene alla Census Area di Bethel. Nelson ha tre villaggi, tutti situati sulla costa del mare di Bering, nella parte sud-ovest dell'isola: Tununak a ovest, Toksook Bay a sud-est di Tununak, e Nightmute a est. Queste tre comunità comprendono l'intera popolazione dell'isola che, al censimento del 2000, aveva 1.065 abitanti. La più grande comunità è Toksook Bay. Il resto dell'isola, oltre il 77 % della sua superficie, è disabitata.
L'isola di Nelson prende il nome da Edward William Nelson, un naturalista della Smithsonian Institution che studiò per cinque anni l'isola e la sua popolazione.